# Fly Nordic

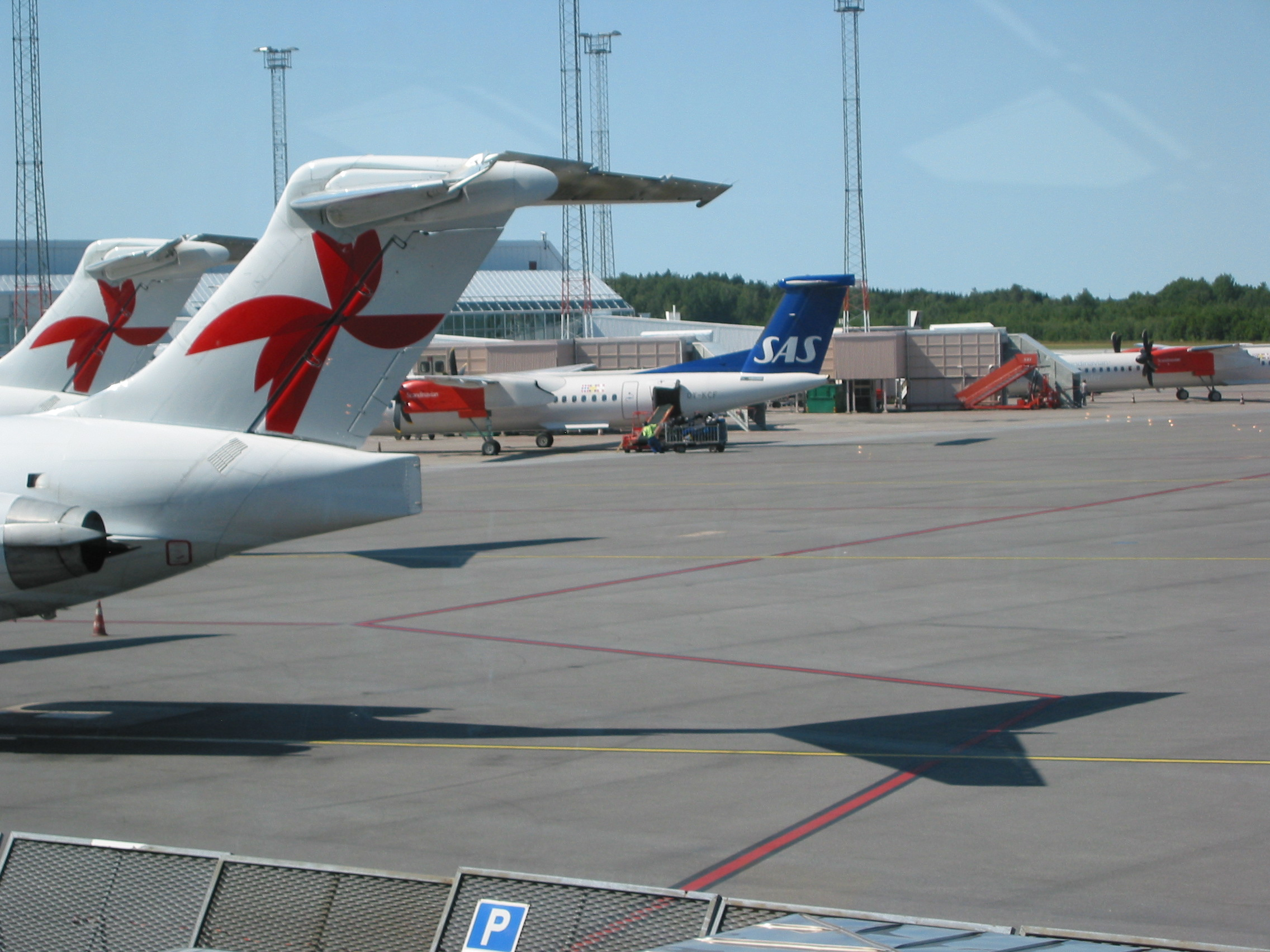
Två av Fly Nordics flygplan på Arlanda.

Fly Nordic var ett svenskt flygbolag med ursprung i det privatägda flygbolaget, Reguljair, som skapades 1996. Från 2001 trafikerade flygbolaget linjen Luleå-Stockholm reguljärt. Det finska flygbolaget Finnair köpte majoriteten av Flynordic höst 2003. Med ny ledning i flygbolaget transformerades verksamheten till ett lågprisflygbolag och kort efter förvärvet expanderades trafiken med nya linjer till Oslo, Köpenhamn, Göteborg, Umeå och Östersund. I juli 2007 köptes FlyNordic av det norska flygbolaget Norwegian Air Shuttle. Våren 2008 meddelade Norwegian att Fly Nordic från den 12 april blev en del av Norwegian Air Shuttle, som därmed blev en av de största lågprisaktörerna på den nordiska marknaden. 
Finnair fick ca 5 % av aktierna i Norwegian Air Shuttle i affären. Dessa aktier såldes våren 2013 för 53 MEUR.

## Destinationer
Från Kiruna
- Luleå
- Stockholm-Arlanda

Från Stockholm-Arlanda
- Alghero-Fertilia (säsongsflyg)
- Alicante
- Bergen (datum ännu okänd)
- Bordeaux
- Dublin (säsongsflyg)
- Dubrovnik
- Genève
- Kiruna
- Kraków
- Köpenhamn
- Luleå
- Málaga
- Nice
- Oslo-Gardermoen
- Paris-Orly
- Sarajevo
- Split
- Tallinn
- Umeå
- Warszawa
- Östersund

## Flotta
Vid sammanslagningen med Norwegian Air Shuttle
| Registrering | Typ                    |
| ------------ | ---------------------- |
| SE-DLV       | McDonnel Douglas MD-83 |
| SE-RBE       | McDonnel Douglas MD-82 |
| SE-RDR       | McDonnel Douglas MD-82 |
| SE-RDV       | McDonnel Douglas MD-83 |
| SE-RFA       | McDonnel Douglas MD-83 |
| SE-RFB       | McDonnel Douglas MD-82 |
| SE-RFC       | McDonnel Douglas MD-82 |
| SE-RFD       | McDonnel Douglas MD-82 |